# M548
M548 là một xe tải bánh xích dựa trên khung sườn của xe bọc thép chở quân M113. Đây là sản phẩm của nhà thầu quốc phòng FMC Corp. tại các cơ sở ở San Jose, California và Charleston, WV. Trong chiến đấu, M548 thường được dùng làm xe kéo, xe tải đạn...

## Thiết kế
Nhờ có khối lượng nhẹ, M548 chỉ cần sử dụng một động cơ tương đối nhỏ để tạo sức kéo – động cơ diesel hai thì sáu xi-lanh 6V53 Detroit, và hệ thống truyền động tự động ba số Allison TX-100-1, đồng thời có thể chuyên chở đượng một lượng quân nhu lớn cũng như có thể được vận chuyển bằng máy bay cánh cứng và cánh xoay.
Đường truyền bao gồm một bánh xích trước, 5 bánh xe và bộ căng phía sau. Giảm sốc dạng thanh xoắn. M548 không cần con lăn hỗ trợ vì xe tương đối nhẹ. Khi lái xe việt dã, người lái xe phải tập trung chú ý để giữ cho xe không bị giật. Ngay cả khi thanh xoắn hỏng, M548 vẫn có thể đi được. Sức mạnh của động cơ truyền động cho hộp số, máy phát và làm mát của vi sai/thiết bị lái. Hộp số có thể được sử dụng như một bộ ly hợp tách khi kéo xe và giúp hãm động cơ. Việc truyền lực giữa các ổ đĩa tuân theo bộ chuyển đổi mô-men xoắn với bộ ly hợp khóa tự động.

## Các nước sử dụng
- Argentina: 28 chiếc M548A1
- Úc
- Bahrain[2]
- Canada
- Chile: M548A1
- Iran[3]
- Iraq: M548A1 đang hoạt động
- Israel: M548 Alfa theo cách địa danh ở đây
- Ý: 210 chiếc M548
- Na Uy
- Bồ Đào Nha
- Ả Rập Xê Út
- Hàn Quốc
- Việt Nam Cộng hòa
- Tây Ban Nha
- Thụy Sĩ
- Anh Quốc
- Hoa Kỳ
- Việt Nam[4]